# Jitka Cerhová
Jitka Cerhová (1947) es una actriz checa. Ha protagonizado algunas películas de la nueva ola de Checoslovaquia. y reconocida por su participación junto a Ivana Karbanová en Las margaritas (película) de Vera Chytilová en 1966.

## Filmografía
- 1966 Sedmikrásky (de Věra Chytilová) — Marie I
- 1966 Mučedníci lásky (de Jan Němec)
- 1968 Objížďka (de Josef Mach) — Hana
- 1969 Zabil jsem Einsteina, pánové (de Oldřich Lipský)
- 1970 Hlídač (de Ivan Renč) — dámička
- 1970 Svatá hříšnice (de Vladimír Čech) — lehká holka
- 1976 Hra o jablko (de Věra Chytilová) — Hana